# Tonga i olympiska vinterspelen 2014
Tonga deltog med en deltagare vid de olympiska vinterspelen 2014 i Sotji. Landets deltagare erövrade ingen medalj.

## Rodel
- Bruno Banani